# Aporophyla aethiops
Aporophyla aethiops là một loài bướm đêm trong họ Noctuidae.